# A Filha do Silêncio
A Filha do Silêncio é uma telenovela brasileira produzida e exibida pela Band entre 9 de agosto de 1982 e 7 de janeiro de 1983, às 17h30. Baseada na radionovela Só pelo Amor Vale a Vida, de Nara Navarro, foi escrita por Marcos Caruso e Jaime Camargo e dirigida por Antonino Seabra.
Conta com Bárbara Fazio, Aldo César, Baby Garroux, Ivan Lima, Jairo Arco e Flexa, Márcia Corban, Hélio Souto e Zaira Bueno nos papéis principais.

## Enredo
Em 1887, o coronel Agenor sempre desconfiou que sua filha mais nova, Luiza, é fruto da traição de sua esposa Cândida, o que faz com que ele trate com desprezo a menina, enquanto trata com mimos a mais velha, Leonor. A relação fica pior com a chegada de Laura, prima de Cândida, que sempre desejou tomar seu lugar e passa a sabotar o casal. Quando Cândida vê uma misteriosa tragédia – não mostrada para o público – ela aparece caída aos pés da escadaria, ficando paralítica e muda. O charmoso médico Gonçalves chega na fazenda para cuidar da enferma, porém acaba se apaixonando por ela, enquanto Laura tenta retardar seu tratamento. Ainda há a guerra política de Agenor com o Barão Ládico e os conflitos com a igreja, liderada pelo Monsenhor Gregório e pela irmã Angélica.

## Elenco
| Intérprete          | Personagem                   |
| ------------------- | ---------------------------- |
| Bárbara Fazio       | Cândida Dias de Souza        |
| Aldo César          | Coronel Agenor Dias de Souza |
| Baby Garroux        | Laura Dias de Souza          |
| Ivan Lima           | Dr. Gonçalves                |
| Jairo Arco e Flexa  | Barão Ládico Fernandes       |
| Márcia Corban       | Baronesa Alzira Fernandes    |
| Hélio Souto         | Monsenhor Gregório           |
| Zaira Bueno         | Madre Angélica               |
| Cláudia Freire      | Leonor Dias de Souza         |
| Keké Maronez        | Luiza Dias de Souza          |
| Valdir Fernandes    | Zeca                         |
| Cida Moreira        | Rita                         |
| Sônia Santos        | Nita                         |
| Newton Prado        | Rafael                       |
| Márcio de Luca      | Valdomiro                    |
| Felipe Donavan      | Tadeu                        |
| Régis Monteiro      | Inácio                       |
| Cilas Gregório      | Tancredo                     |
| Maria Lígia Pereira | Mônica                       |
| Otelo Vilela        | Rômulo                       |
| Rosa Ramirez        | Tânia                        |
| Rosilene Ferreira   | Rosa                         |
| Silvia Pompeo       | Márcia                       |
| Theresa Convá       | Tiana                        |